# Queréndaro (kommun)
Queréndaro är en kommun i Mexiko.   Den ligger i delstaten Michoacán de Ocampo, i den södra delen av landet, 180 km väster om huvudstaden Mexico City.
Följande samhällen finns i Queréndaro:
- Río de Parras
- El Castillo
- Tiradores
- La Estancia
- Rincón de Zetina
- Real de Otzumatlán
- San Miguel las Cuevas
- Ojo de Agua Grande